# Sidney Bradshaw Fay

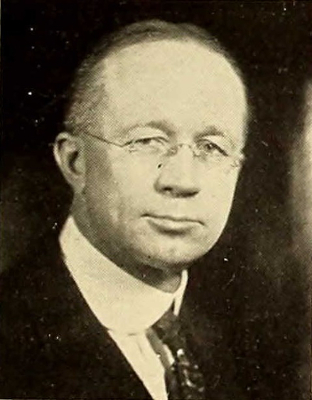
Sidney Bradshaw Fay

Sidney Bradshaw Fay (* 13. April 1876 in Washington, D.C.; † 29. August 1967 in Lexington, Massachusetts) war ein US-amerikanischer Historiker. Seine Forschungsschwerpunkte waren die Geschichte Preußens und der Erste Weltkrieg. Sein Buch: The origins of the World War (Die Wurzeln des Krieges) wurde 1928 mit dem George Louis Beer Prize ausgezeichnet.

## Leben
Fay schloss 1900 einen Studium der Geschichte an der Universität Harvard mit einem Ph.D. ab. Nach Forschungsaufenthalten an der Sorbonne und der Humboldt-Universität zu Berlin war er von 1902 bis 1914 am Dartmouth College tätig. Von 1914 bis 1929 arbeitete er am Smith College. Nach dem Erfolg seines Buches The origins of the World War war er für die Universitäten Harvard und Yale tätig.
1904 heiratete er Sarah Eliza Proctor.

## Positionen
Fay lehnte die These von der Hauptverantwortlichkeit des Deutschen Reiches am Ersten Weltkrieg ab. Aus seiner Sicht waren in erster Linie die Mechanismen der Bündnissysteme des Dreibundes und der Triple Entente für den Kriegsausbruch verantwortlich. Im Hinblick auf die Staaten hob er die besondere Verantwortung Österreich-Ungarns, Serbiens und Russlands für den Kriegsausbruch hervor. Als weitere wichtige Faktoren nannte er Militarismus, Nationalismus, ökonomischen Imperialismus und Stimmungsmache der Zeitungen.

## Auszeichnungen
- 1928 George Louis Beer Prize
- 1931 Wahl in die American Academy of Arts and Sciences
- 1946 Präsident der American Historical Association
- 1947 Wahl in die American Philosophical Society

## Veröffentlichungen
- The Hohenzollern household and administration in the sixteenth century, by Sidney Bradshaw Fay. Northampton, Mass.: Dept. of History, Smith College, 1916.
- The origins of the World War, by Sidney Bradshaw Fay. 2 vols. New York: Macmillan, 1928; 2d ed., rev. New York: Free Press, 1966.
- The rise of Brandenburg-Prussia to 1786, by Sidney Bradshaw Fay. New York: H. Holt, 1937; Reprint, Malabar, Fla.: R.E. Krieger Pub. Co., 1981.
- A guide to historical literature, edited by George Matthew Dutcher, Henry Robinson Shipman, Sidney Bradshaw Fay, Augustus Hunt Shearer, William Henry Allison. New York: Macmillan, 1937.
- Germany: revised and edited from the work of Bayard Taylor, by Sidney B. Fay. „Memorial edition.“ New York: P. F. Collier & Son, 1939.